# Kore (sculptură)
Kore este un tip de statuie greacă antică din perioada arhaică, întruchipând tinere femei. Uneori acestea erau folosite pentru a decora templele, iar alte ori erau date ca ofrande.